# 喜滨珊瑚菌属
喜滨珊瑚菌属（学名：Poritiphilus）是黄杆菌科下的一个属。本属的惟一种黄色喜滨珊瑚菌采自钟形滨珊瑚。

## 下属物种
本属包括以下物种：
- 黄色喜滨珊瑚菌 Poritiphilus flavus Wang et al. 2020